# شعر صيني

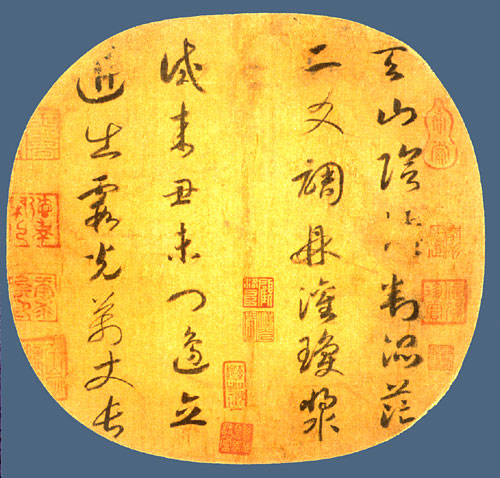
"رباعيةٌ على الجبل السماوي" كتبها الإمبراطور جاوزونغ

الشعر الصيني هو من أهم الآداب الصينية. تقليدياً، الشعر الصيني يتقسم إلى عدة أقسام منها، شي (詩)shi، تسي ci(詞)، وجو ju(曲). وهنالك أيضاً نوع من الشعر النثري يدعى فو (賦)fu. خلال الفترة الحديثة، طورت الصين نوعا جديدا من الشعر الحر على غرار النموذج الغربي، كافة الأشكال الشعرية الصينية التقليدية تأتي مسجوعة، ولكن ليست جميعها تصنف شعراً، ومثال على ذلك، نصوص يي جنغ غالباً ما هي مقفاة، ولكنها لا تعتبر شعراًَ.

## شعراء
- لي باي
- دو فو